# Струве, Людвиг Август
Людвиг Август Струве (нем. Ludwig-August Struve; 1795—1828) — ординарный профессор терапии Дерптского университета, член-корреспондент королевского датского медицинского общества в Копенгагене. Младший брат астронома В. Я Струве.

## Биография
Родился 18 августа 1795 года в Альтоне в семье математика, директора гимназии Якова Струве.
Учился в Дерптском университете (1811—1814). В 1812—1813 гг. был врачом-волонтёром в военных госпиталях в Риге. В феврале 1814 года покинул Дерпт, чтобы завершить обучение на родине; в 1815 году он получил степень доктора медицины и хирургии в Кильском университете за сочинение «Diss. exhibens insignem casum rupturae uteri post mortem puerperae demum ex sectione cognitae». Занимался частной практикой в Альтоне, затем — в Вильстере и Эльмсхорне. В 1820 году стал член-корреспондентом Датского медицинского общества.
В ноябре 1823 года он занял кафедру терапии Дерптского университета; был ординарным профессором и директором университетской клиники.
Умер 17 (29) апреля 1828 года в Дерпте в возрасте 32 лет.